# Solitudo Lycaonis
Solitudo Lycaonis  è una caratteristica di albedo della superficie di Mercurio.